# Sterling (software)
Sterling è un programma per la generazione di frattali. Fu sviluppato da Stephen C. Ferguson nel 1999 con il linguaggio di programmazione C per il sistema Microsoft Windows. Inizialmente Sterling era distribuito come freeware ma adesso per ottenerlo dal sito di Ferguson è necessario pagare $25. Sterling2 è una versione freeware di Sterling che usa altri algoritmi. Fu distribuito nel settembre 2008 da Tad Boniecki. A parte per il nome (vale a dire sterlingwar2 che si legge nel titolo e sul dialogo di About), il programma appare identico allo Sterling originale. Al suo interno la sola differenza sono le 50 formule usate per generare i frattali. I file parametrici creati da Sterling, sebbene disegnino immagini diverse, possono essere usati in Sterling2 e viceversa.
Sterling si basa sull'idea che un modo per produrre frattali interessanti è utilizzare filtri e sfumature. In molte immagini, l'interesse principale si trova nei filtri, piuttosto che nei confini del frattale stesso, come invece avviene nei programmi tradizionali. Il frattale in questo caso serve solo come una funzione di inizializzazione per i filtri e gli algoritmi di colorazione. Una caratteristica di Sterling è la ricchezza dei rendering.
Sterling possiede una semplice GUI con poche funzioni. Il programma può salvare i file in formato jpg, bmp oppure in altri sei diversi formati. Sterling permette di disegnare in modalità Julia e alla rovescia, inoltre implementa l'anti-aliasing. Sterling offre 32 rendering diversi e quattro effetti di trasformazione. Ci sono tre controlli indipendenti per cambiare i colori e due modalità di zoom.
Il pacchetto zip di Sterling2 (436 kb) contiene anche delle brevi istruzioni. Non necessita installazione — è sufficiente porre il file eseguibile e il file .dll nella stessa cartella e far partire l'eseguibile.

## Immagini fatte da Sterling2

widths=200px
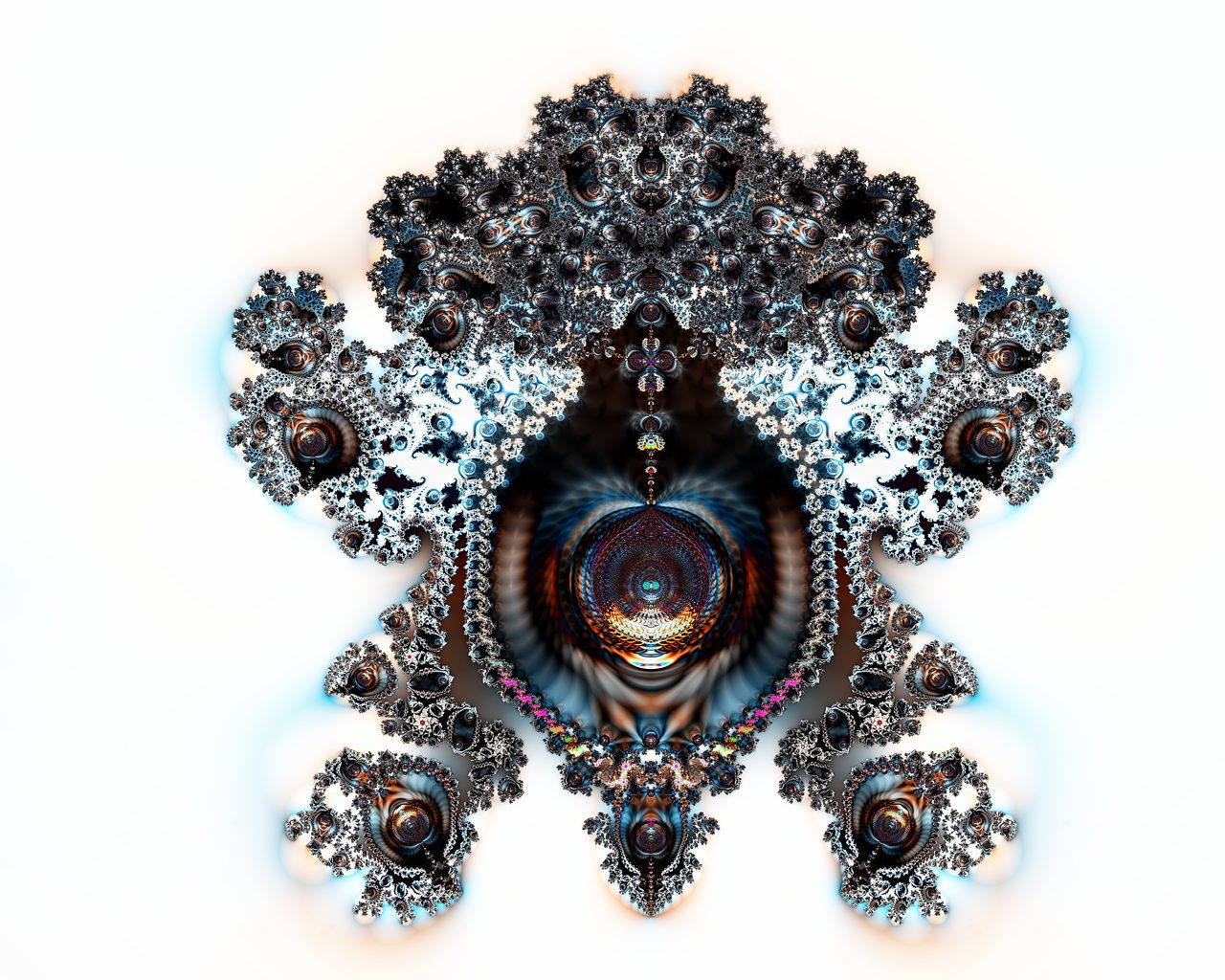
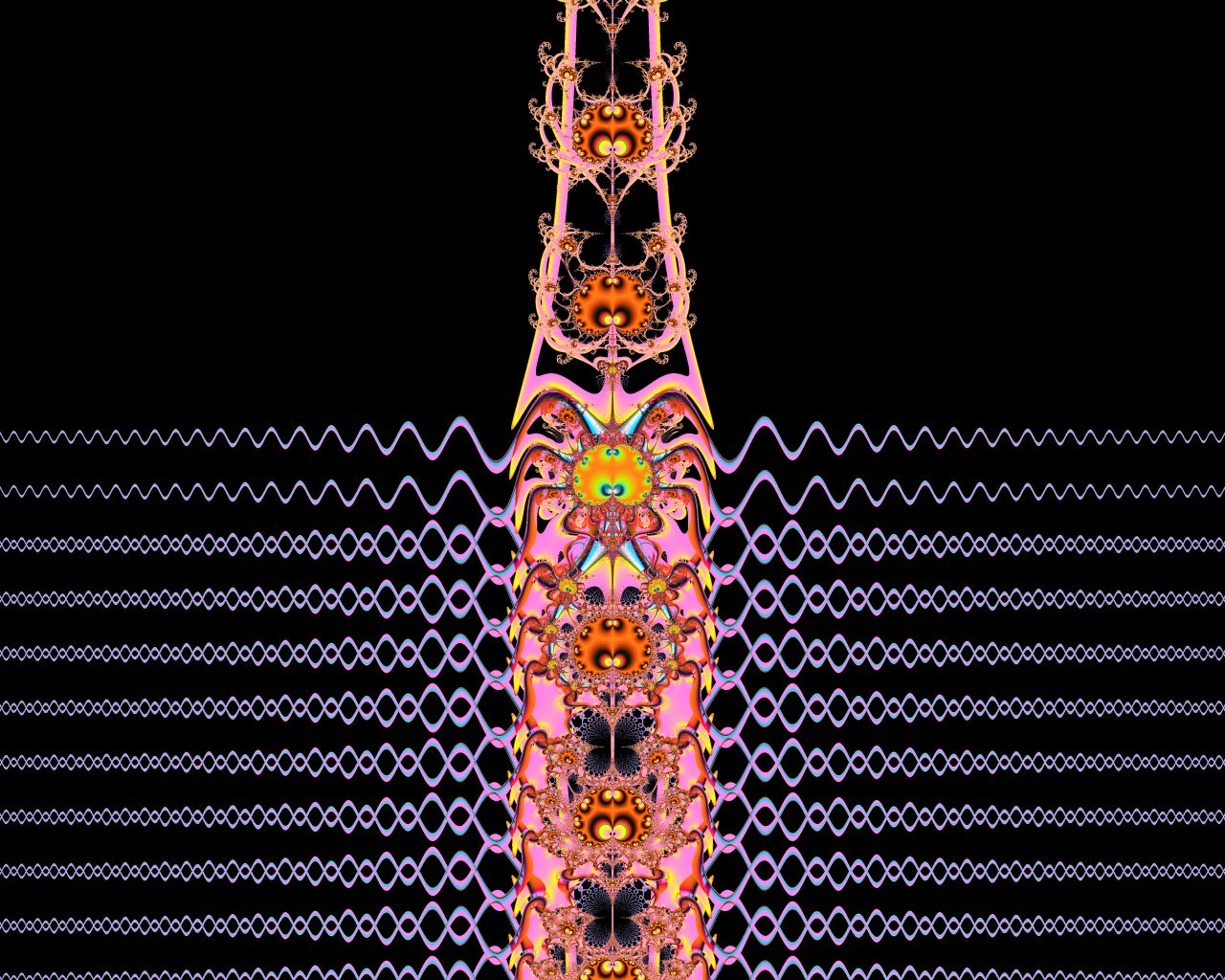
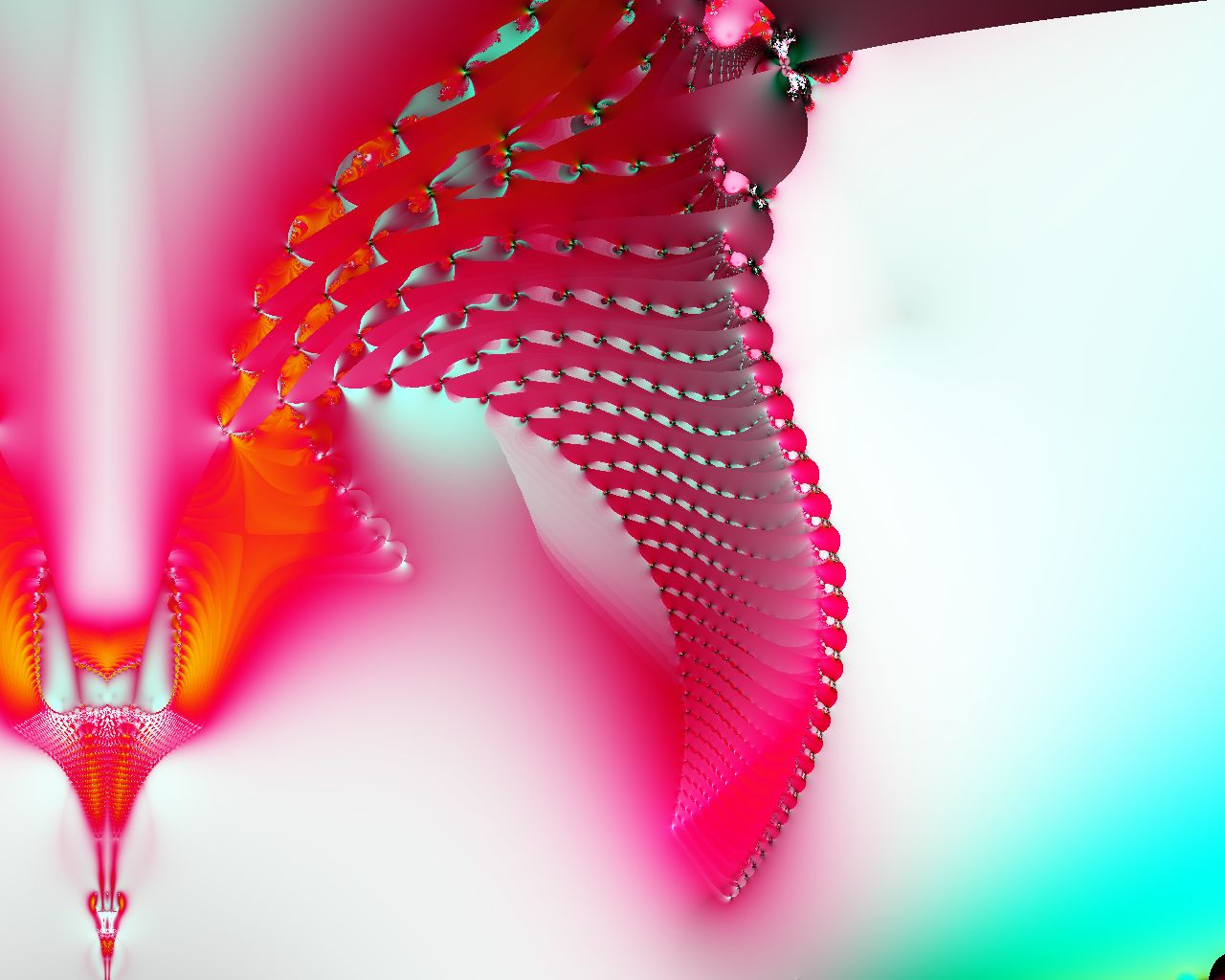
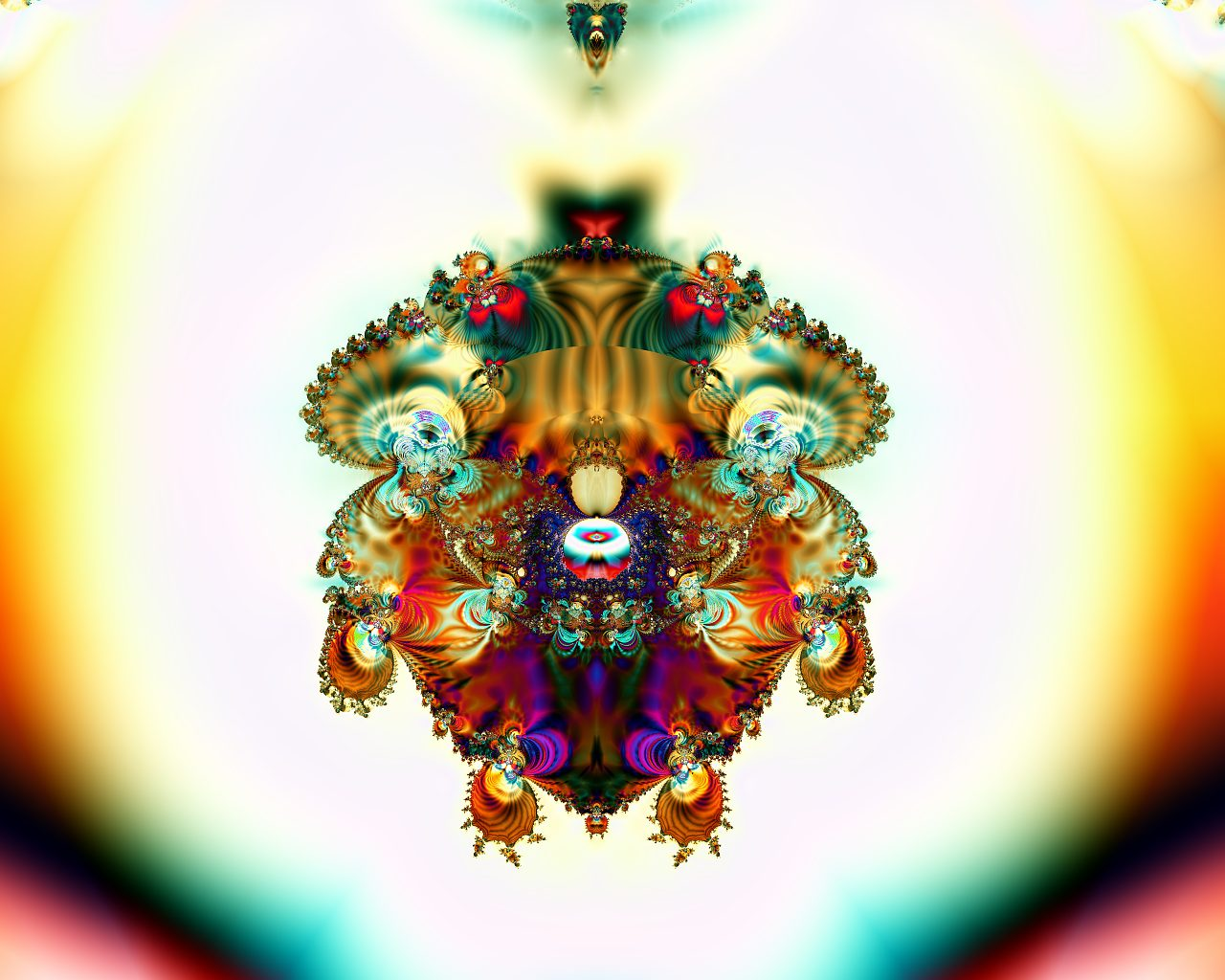